# Yellow (sång)
Yellow är en låt skriven av bandet Coldplay. Bandet skrev låten tillsammans med deras sam-producent Ken Nelson för deras debutalbum, Parachutes (2000). Låttexten är en hänvisning till bandsångaren Chris Martins obesvarade kärlek.
Låten spelades in i mars 2000 och släpptes i juni samma år som den andra singeln i albumet Parachutes efter "Shiver" . Singeln nådde nummer fyra i Storbritannien, vilket ger bandet sin första topp-fem hit i Storbritannien. Med hjälp av tunga rotation och användning i kampanjer, stack låten bandet till enorm popularitet. "Yellow" har sedan dess blivit återskapad i sk. covers av olika artister världen över, och är fortfarande en av bandets mest populära sånger.

## Listplaceringar
| Lista (2000–01)                  | Topplacering |
| -------------------------------- | ------------ |
| Australien                       | 5            |
| Nederländerna                    | 51           |
| Frankrike                        | 96           |
| Irland                           | 9            |
| Nya Zeeland                      | 23           |
| Polen                            | 14           |
| Storbritannien                   | 4            |
| USA, Billboard Hot 100           | 48           |
| USA, Billboard Pop Songs         | 22           |
| USA, Billboard Alternative Songs | 6            |
| USA, Billboard Adult Pop Songs   | 11           |

### Fotnoter
1. ↑  ”Polish Singles Chart |”. Arkiverad från originalet den 24 mars 2013. https://www.webcitation.org/6FLpXkS7T?url=http://lp3.polskieradio.pl/notowania/?numer=985. Läst 7 december 2012.